# Strobilomyia viarium
Strobilomyia viarium är en tvåvingeart som först beskrevs av Huckett 1965.  Strobilomyia viarium ingår i släktet Strobilomyia och familjen blomsterflugor.
Artens utbredningsområde är Manitoba. Inga underarter finns listade i Catalogue of Life.